# Theo de Haas
Theodoricus „Theo” de Haas (ur. 2 września 1902 w Groningen, zm. 6 stycznia 1976 tamże) – holenderski piłkarz grający na pozycji napastnika. W swojej karierze rozegrał 4 mecze i strzelił 1 gola w reprezentacji Holandii.

## Kariera klubowa
Całą swoją karierę piłkarską de Haas spędził w klubie Be Quick 1887 z Groningen. W 1918 roku zadebiutował w nim i grał w nim do końca sezonu 1926/27. W sezonie 1919/20 wywalczył z Be Quick tytuł mistrza Holandii.

## Kariera reprezentacyjna
W reprezentacji Holandii de Haas zadebiutował 25 listopada 1923 w wygranym 4:1 towarzyskim meczu ze Szwajcarią, rozegranym w Amsterdamie. Od 1923 do 1926 roku rozegrał w kadrze narodowej 4 mecze i zdobył 1 bramkę.